# Billy Williams (basket-ball)
Pour les articles homonymes, voir Billy Williams.
Billy Williams, né le 27 septembre 1958, à New York, aux États-Unis, est un ancien joueur américain de basket-ball. Il évolue au poste d'arrière.

## Palmarès
- Champion de France 1995
- First-team All-ACC 1980
- Sélectionné dans la sélection de l'Est du All-Star Game LNB 1989